# TNA TV王座
TNAキング・オブ・ザ・マウンテン王座（TNA King of the Mountain Championship）は、TNAが管理、認定していた王座。

## 歴史
2008年10月23日、TNAレジェンズ王座を創設。
2009年10月、王座名をTNAグローバル王座に変更。
2010年7月、王座名をTNA TV王座に変更。
2015年6月、王座名をTNAキング・オブ・ザ・マウンテン王座に変更。

## 歴代王者
| 歴代                                                 | 選手                 | 戴冠回数 | 獲得日付       | 獲得場所                   |
| ---------------------------------------------------- | -------------------- | -------- | -------------- | -------------------------- |
| 初代                                                 | ブッカーT            | 1        | 2008年10月23日 | ネバダ州ラスベガス         |
| 第2代                                                | AJスタイルズ         | 1        | 2009年3月15日  | フロリダ州オーランド       |
| 第3代                                                | ケビン・ナッシュ     | 1        | 2009年7月19日  | フロリダ州オーランド       |
| 第4代                                                | ミック・フォーリー   | 1        | 2009年7月22日  | フロリダ州オーランド       |
| 第5代                                                | ケビン・ナッシュ     | 2        | 2009年8月16日  | フロリダ州オーランド       |
| 第6代                                                | エリック・ヤング     | 1        | 2009年10月18日 | カリフォルニア州アーバイン |
| 第7代                                                | ロブ・テリー         | 1        | 2010年1月27日  | イギリス・ウェールズ       |
| 第8代                                                | AJスタイルズ         | 2        | 2010年7月13日  | フロリダ州オーランド       |
| 第9代                                                | ダグ・ウィリアムス   | 1        | 2010年12月5日  | フロリダ州オーランド       |
| 第10代                                               | アビス               | 1        | 2011年1月9日   | フロリダ州オーランド       |
| 第11代                                               | ガンナー             | 1        | 2011年3月14日  | フロリダ州オーランド       |
| 第12代                                               | エリック・ヤング     | 2        | 2011年5月17日  | フロリダ州オーランド       |
| 第13代                                               | ロビーE              | 1        | 2011年11月13日 | フロリダ州オーランド       |
| 第14代                                               | ディーボン           | 1        | 2012年3月18日  | フロリダ州オーランド       |
| 2012年9月26日剥奪                                    |                      |          |                |                            |
| 第15代                                               | サモア・ジョー       | 1        | 2012年11月27日 | フロリダ州オーランド       |
| 第16代                                               | ディーボン           | 2        | 2012年12月6日  | フロリダ州オーランド       |
| 第17代                                               | アビス               | 2        | 2013年6月2日   | マサチューセッツ州ボストン |
| 2014年7月3日封印                                     |                      |          |                |                            |
| 第18代                                               | ジェフ・ジャレット   | 1        | 2015年6月28日  | フロリダ州オーランド       |
| 2015年7月25日返上                                    |                      |          |                |                            |
| 第19代                                               | PJブラック           | 1        | 2015年7月27日  | フロリダ州オーランド       |
| 第20代                                               | ボビー・ルード       | 1        | 2015年7月28日  | フロリダ州オーランド       |
| 第21代                                               | エリック・ヤング     | 3        | 2016年1月6日   | ペンシルベニア州ベスレヘム |
| 第22代                                               | ブラム               | 1        | 2016年3月19日  | フロリダ州オーランド       |
| 第23代                                               | イーライ・ドレイク   | 1        | 2016年4月23日  | フロリダ州オーランド       |
| 第24代                                               | ジェームズ・ストーム | 1        | 2016年7月14日  | フロリダ州オーランド       |
| 第25代                                               | ボビー・ラシュリー   | 1        | 2016年8月11日  | フロリダ州オーランド       |
| 2016年8月12日にTNA世界ヘビー級王座と王座統一して封印 |                      |          |                |                            |